# Hermanus (Zuid-Afrika)
Hermanus, (Nederlands, verouderd: Hermanuspietersfontein) is een kustplaats met 10.500 inwoners, in Zuid-Afrika. Onder toeristen staat het vooral bekend als een geschikte plaats voor het spotten van walvissen. Hier bevindt zich namelijk het paringsgebied van de zuidkaper, een grote walvissoort. 
De walvissen zijn tot op enkele meters nabij te benaderen. Het dorp beschikt over een walvisomroeper, deze blaast in het walvishoogseizoen (augustus tot oktober) op een grote hoorn en geeft de plaats aan waar de walvissen te zien zijn.

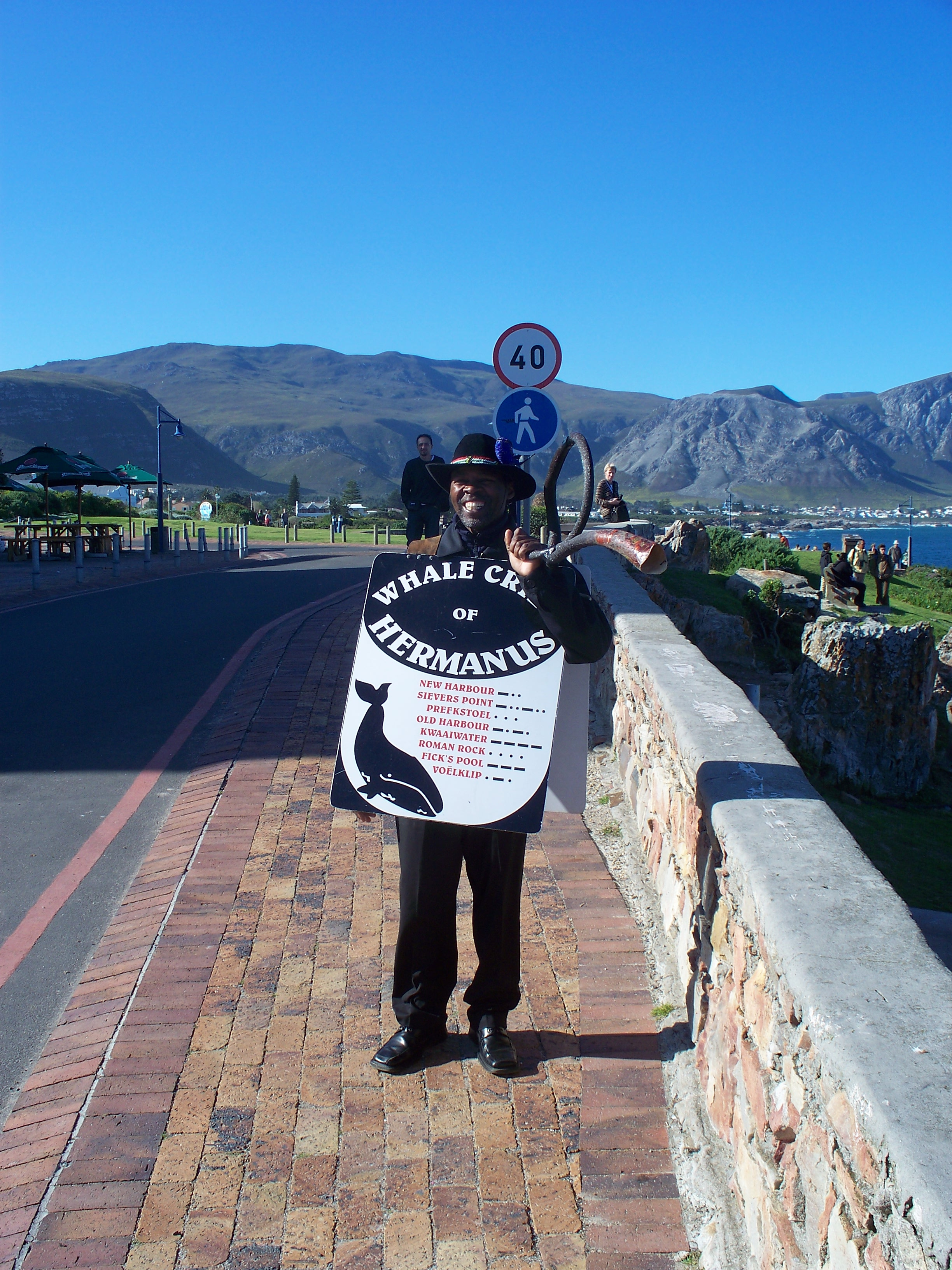
De walvisomroeper (en:Whale Crier)

## Subplaatsen
Het nationaal instituut voor de statistiek, Stats SA, deelt sinds de census 2011 deze hoofdplaats in in 5 zogenaamde subplaatsen (sub place), waarvan de grootste zijn:
Hermanus SP • Mount Pleasant.